# INS Kattabomman
INS Kattabomman  ist eine Einrichtung des Festen Seefunkdienstes der Indischen Marine. Die Station wurde 1990 in Vijayanarayanam, Tirunelveli im südindischen Bundesstaat Tamil Nadu eingerichtet. Ausgerüstet mit einem Längstwellen- und einem ELF-Sender dient die Funkstelle auch zur Kommunikation mit der indischen U-Boot Flottille.
Benannt ist die Station nach dem tamilischen Unabhängigkeitskämpfer Kattaboman.

## Geschichte
Die Kattaboman der Indischen Marine wurde 1990 in Betrieb genommen. Von 1987 bis 1989 wurde die Station errichtet  am 20. Oktober 1990 in Betrieb genommen. Als Sendeantenne wird eine Schirmantenne genutzt, die von einem 301 Meter hohen Zentralmast, sechs 276,4 Meter hohen Masten, die auf einem Kreis mit einem Radius von 735 Meter um den Zentralmast stehen und von sechs weiteren je 227,4 Meter hohen Masten, die auf einem Kreis mit noch größeren Radius von 1235 Meter stehen, getragen wird. Der Sender arbeitet auf der Frequenz 18,2 kHz.

### ELF-Sender
Seit März 2012 entsteht in der Nähe dieser Anlage auch ein Sender für ELF. Technische Einzelheiten sind keine bekannt. Es wurden zwei je 471 Meter hohe Sendemasten, die die höchsten Bauwerke in Indien sind, bei 8.378511 N 77.743973 O und 8.375066 N 77.755839 O errichtet. Aufgebaut und ausgerüstet wurde die Station von M/s Larsen & Turbo Divisions in Chennai und Bangalore. Inwieweit diese Masten mit dem ELF-Sender in Verbindung stehen, ist nicht bekannt. Allerdings sind sie nur für Sendungen im VLF-Bereich nutzbar.